# Politika Albanije
Albanija je demokratična republika. Ljudski zbor je enodomni in ga sestavlja 140 poslancev, albanski strankarski sistem pa temelji na večstrankarski ureditvi. Država je upravno razdeljena na regije ter občine. Zagotovljeno je socialno in pokojninsko zavarovanje. Albanske oborožene sile štejejo okoli 22.000 pripadnikov. Albanija je članica Organizacije za varnost in sodelovanje v Evropi ter OZN in Partnerstva za mir.

## Zgodovina
Med letoma 1944 in 1991 je imela zaradi zmage v narodnoosvobodilni vojni (v povezavi z jugoslovanskimi partizani) popoln nadzor nad državo Albanska stranka dela  na čelu z voditeljem Enverjem Hoxho, ki se je leta 1948 ob sporu Informbiroja z Jugoslavijo postavil na čelo nasprotnikov Titovega režima, ki je Albanijo obravnaval kot satelitsko polkolonialno državo. Po smrti Stalina in nastopu Hruščova se je zaradi nevarnosti destalinizacije postopoma odvrnil tudi od Sovjetske zveze se naslonil na Kitajsko, kar pa je trajalo le do sredine 70. let, ko se je Albanija znašla v popolni mednarodnopolitični osami, saj ni sodelovala niti na Konfenrenci o evropski varnosti in sodelovanju v Helsinkih. Enver Hoxha je vodil svoj stalinistični režim ob občasnih čistkah več kot 40 let, vse do svoje smrti leta 1985, za njim pa njegov izbrani naslednik Ramiz Alia. Stranki je položaj edine vodilne politične sile zagotavljala ustava (prva ustava Ljudske republike Albanije je bila sprejeta po sovjetskem in jugoslovanskem vzoru 1946, druga, ki je spremenila ime države v Ljudsko socialistično republiko, pa 1976 in je med drugim tudi definirala državo kot marksistično-leninistično). Sistem se je začel sproščati po smrti dolgoletnega diktatorja Enverja Hoxhe, pri čemer so bile pomemben dejavnik stavke in protesti za demokratizacijo države ter sprejetje začasne ustave marca 1991 oziroma večstrankarske volitve. 
Nova ustava je bila sprejeta še leta 1998, ta pa je državo razglasila za parlamentarno republiko, prav tako pa svobodo vere, govora, organizacije, medijev in zborovanj.

## Izvršilna oblast
Na čelu Albanije je predsednik republike, ki vkup s predsednikom vlade poveljuje oboroženim silam. Izvoli ga parlament – ljudski zbor za obdobje petih let ter največ dva mandata. Predsednik republike nadalje postavi na položaj ministrskega predsednika, ki ga predlaga zmagovalna stranka ali njih koalicija, ta pa mora nato še potrditi izbiro. Če do slednje ne pride v treh poskusih, je parlament razpuščen.
predsednik vlade je vodja vladnega kabineta, vladni kabinet pa vodi socialne, kulturne in gospodarske zadeve v državi. Za mednarodne odnose in državno varnost sta odgovorna tako predsednik republike kot predsednik vlade.

## Zakonodajna oblast
Ljudski zbor je enodomni in ga sestavlja 140 poslancev. 100 izmed teh je voljenih neposredno v posameznih regijah, preostalih 40 pa je določenih glede na strankarske kandidatne liste po proporcionalnem sistemu glasovanja. Poslanci so izvoljeni za dobo štirih let, na rednih sejah pa se zbirajo dvakrat letno. Naloge državnega zbora se sprejemanje zakonodaj, izbiranje predsednika republike in potrjevanje odločitev vlade. Volilno pravico imajo vsi polnoletni, tj. vsaj 18 let stari državljani.

## Pravosodna oblast
Pravosodni sistem Albanije obstaja v današnji obliki od leta 1992, ko je prišlo do korenitih reform. Vodi ga vrhovno sodišče, sestavljeno iz članov, ki jih na položaj postavi predsednik republike za obdobje devetih let. Vrhovnemu sodišču podrejena so prizivna sodišča ter nato okrožna sodišča. Sodnike za ta predlaga višji sodni zbor, potrdi pa jih predsednik države.
Za ustavne zadeve skrbi ustavno sodišče, ki ga sestavlja devet članov, te pa določa predsednik države s potrditvijo ljudskega zbora.

## Politične stranke
Večstrankarski sistem v državi obstaja od leta 1991 oziroma nove ustave. Poprejšnja komunistična partija oziroma Albanska stranka dela se je preimenovala v socialistično stranko ter zavrnila marksistično-leninističen pristop k politiki, danes pa se zavzema za postopne reforme gospodarskega sistema. Njeni podporniki so zlasti starejši ljudje in kmečko prebivalstvo. Albanska demokratska stranka se zavzema za tržno gospodarstvo ter tesnejše mednarodno sodelovanje na tem področju, volilna baza pa so meščani in mladi ljudje. Na političnem prizorišču je najti še Socialne demokrate, stranko grške manjšine Unija za človekove pravice ter Nacionalno fronto.

## Upravna razdelitev
Republika Albanija je upravno razdeljena na regije (rrethe) in občine ter mestne občine, ki so del regij. Ljudski zbori občin, katerih člani so izbrani na lokalnih volitvah, vodijo kulturne, socialne in gospodarske zadeve. Vodje regij so regijski sveti, ki vsebujejo predstavnike občin, ter prefekta, ki ga na položaj postavi vlada.
Leta 1998 je imela Albanija 36 regij, v njih pa 310 občin ter 43 mestnih občin.

## Socialni sistem
Nekdanja socialistična oblast je osnovno zdravstveno oskrbo zagotavljala slehernemu državljanu, obstajale pa so bistvene pomankljivosti glede oskrbe z zdravili in primerno zdravniško opremo. V tej dobi je močno upadla razširjenost nekaterih bolezni, povišala pa se je pričakovana življenjska doba. Prav tako je v Albaniji zagotovljeno brezplačno socialno in pokojninsko zavarovanje, pokojnine pa znašajo okoli 70 odstotkov osnovne mesečne plače.

## Oborožene sile
Glavni članek: Albanske oborožene sile
Albanske oborožene sile štejejo približno 22.000 ljudi (ocena 2002), sestavljene pa so iz kopenskih, pomorskih in zračnih enot. Moški stopijo v obdobje vojaške obveznosti pri 19 letih, ta pa traja 12 mesecev.

## Mednarodne povezave
Albanija je članica Organizacije za varnost in sodelovanje v Evropi (OVSE), večine teles Organizacije združenih narodov ter Interpola. Sodeluje v Natovem Partnerstvu za mir.